# Carl Martin Reinthaler
Carl Martin Reinthaler   (Erfurt, 13 d'octubre de 1822 - Bremen, 13 de febrer de 1896) fou un organista, director i compositor alemany.
Les grafies alternatives inclouen Karl Martin Reinthaler i Carl Martin Rheinthaler.
En un principi estudià teologia, però no tardà en dedicar-se per complet a la música i primer fou deixeble de Ritter i després de Marx. Després va aconseguir una subvenció del Govern per ampliar els seus estudis a París, on aprofità per estudiar cant amb el mestre Bordogni a Itàlia feu una llarga estada a Roma i el 1853 fou nomenat director de l'orquestra municipal, organista i mestre de capella de la catedral, director de la Liedertaffel. El 1868 fou el primer executant d'Un Rèquiem alemany de Brahms. Sent elegit el 1882 individu de l'Acadèmia de Belles Arts de Berlín.
Les seves composicions més conegudes són les òperes Edda (Bremen, 1875) i Kaetchen von Licibronn (1881); l'oratori Jephtha und seine Tochter (1856), que ha estat executat per les més importants societats musicals alemanyes i estrangeres; un Himne a Bismarch; les obres corals In der Wüste i das Mädchen von Kolah; una simfonia op. 12, salms, lieder, la cantata In der Wüste i, cors per a veus d'homes.